# Georges Lemaire (cyclisme)
Pour les articles homonymes, voir Georges Lemaire et Lemaire.
Georges Lemaire, né le 3 avril 1905 à Pepinster et mort le 29 septembre 1933 à Uccle est un ancien coureur cycliste belge, passé professionnel en 1930. En 1929, il devient champion de Belgique sur route amateur, et en 1932 champion de Belgique professionnel.
En 1933, il porte le maillot jaune dans le Tour de France pendant deux jours et termine quatrième au classement général. En septembre de la même année, lors des championnats de Belgique sur route, entre Bruxelles et Louvain, il chute et subit une fracture du crâne dont il meurt quelques jours plus tard. 

## Palmarès
- 1925
  - 3e du championnat de Belgique de cyclo-croos
- 1928
  - 2e du Grand Prix François-Faber
  - 3e de Bruxelles-Luxembourg-Mondorf
- 1929
  -  Champion de Belgique sur route indépendants
- 1932
  -  Champion de Belgique sur route
  - Prix du Salon
- 1933
  - 4e du Tour de France

## Résultats sur le Tour de France
Ses classements lors de ses deux participations du Tour de France :
- 1932 : 15e
- 1933 : 4e,  maillot jaune pendant deux étapes